# Jules Jacques Labatut
Pour les articles homonymes, voir Labatut.
Jules Jacques Théodore Dominique Labatut, né Jacques Théodore Dominique Labatut le 30 juillet 1851 à Toulouse et mort le 29 avril 1935 à Biarritz, est un sculpteur français.

## Biographie
Jules Jacques Labatut fait ses études a l'École supérieure des beaux-arts de Toulouse, où il est élève de Latger et Gorse en dessin, et d'Henri Maurette et Auger en sculpture. En 1875, il se rend à Paris et étudie aux Beaux-Arts auprès de François Jouffroy et d'Antonin Mercié. Il réalise des bas-reliefs, des groupes, des statues allégoriques en marbre et en bronze, des portraits en buste dans un style néo-baroque.
Il débute au Salon de 1881 avec sa statue de Narcisse surpris de sa beauté qui obtient une médaille de troisième classe. La même année, il est récompensé par le 1er prix de Rome. Plusieurs de ses sculptures sont exposées à l'Exposition universelle de 1889 à Paris.

## Distinction
Jacques Théodore Dominique Labatut nommé chevalier de l'ordre national de la Légion d'honneur par décret du 3 avril 1894.

## Œuvres dans les collections publiques
- Bayonne, musée Bonnat-Helleu : Roland, dessin.
- Biarritz, église anglaise : Saint Mathieu et Saint Marc, statues[4].
- Nantes, musée des Beaux-Arts : La Tapisserie ou Le Tissage des Tapis, sculpture.
- Paris :
  - Bibliothèque nationale de France, site Richelieu L'Imprimerie, 1891, statue.
  - École nationale supérieure des beaux-arts : Tyrtée chantant ses Messéniennes devant les Lacédemoniens, 1881, bas-relief en plâtre, prix de Rome de sculpture.
  - musée du Louvre :
    - Femme à genoux, vue de face, dessin ;
    - Homme à cheval sur un rocher, la main droite posée sur la lame d'une épée, 1888, dessin.
- Toulouse :
  - Capitole de Toulouse, salle des Illustres : Raymond VI annonce à la ville de Toulouse la mort de Simon de Montfort, 1218, 1894, groupe en plâtre.
  - musée des Augustins :
    - Esquié, 1881-1882, buste en bronze[5] ;
    - L'Hiver, 1889, statuette en marbre[6] ;
    - Enfant aveugle , buste en terre cuite[7] ;
    - Enfant martyre, 1903, statuette en plâtre[8] ;
    - Le Meunier son fils et l'âne, bas-relief en plâtre[9] ;
    - Raymond VI, comte de Toulouse, confirme les libertés accordées par ses aïeux à la ville de Toulouse, groupe en plâtre, esquisse[10] ;
    - Pendule : Les Heures, 1901, groupe en bronze[11].

  - place Roland : Roland à Roncevaux, 1888, groupe en pierre[12].
  - rue Boulbonne : La Garonne, 1900, fontaine, groupe en marbre.

Œuvres de Jules Jacques Labatut
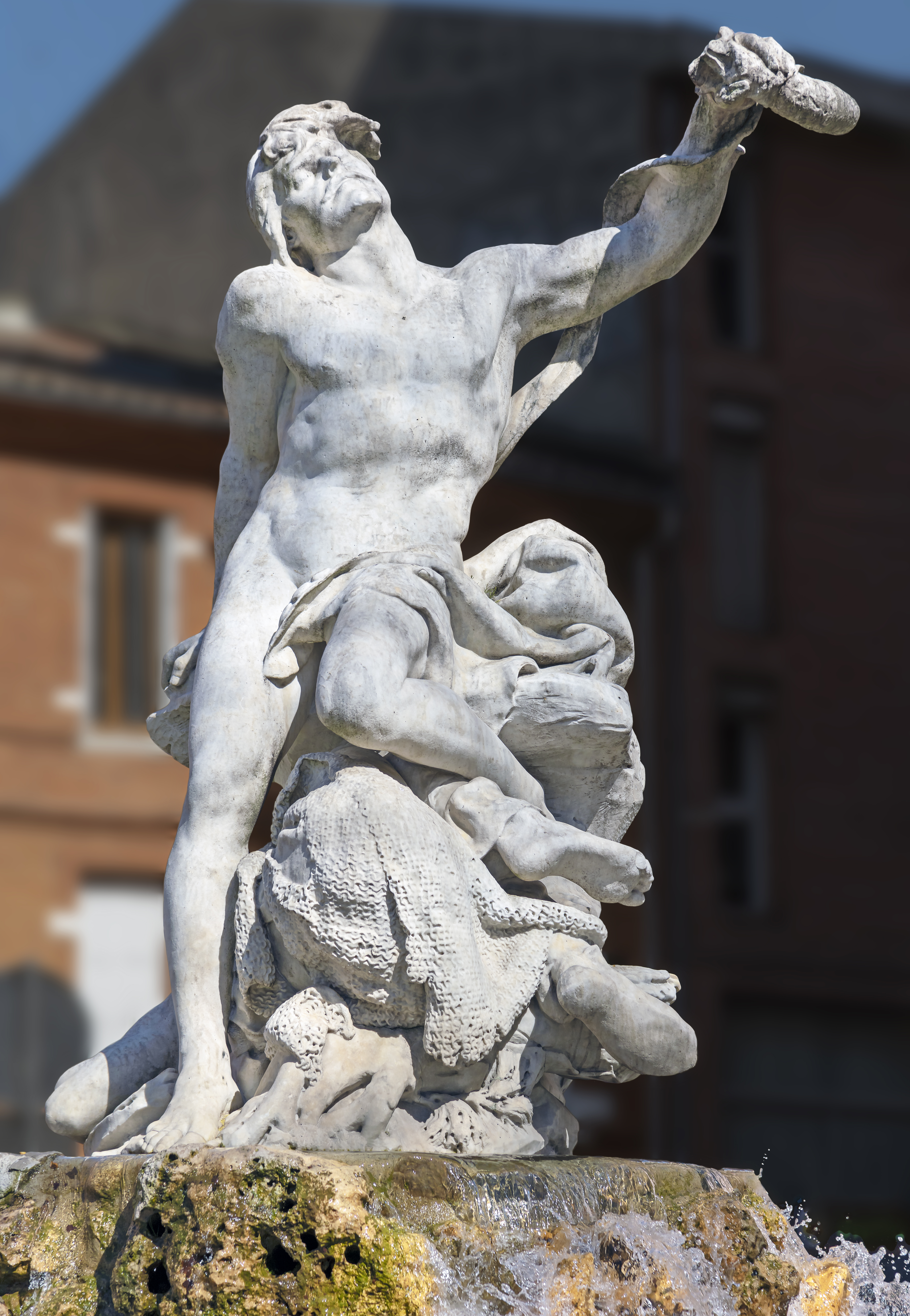
Roland à Roncevaux (1888), Toulouse, place Roland.
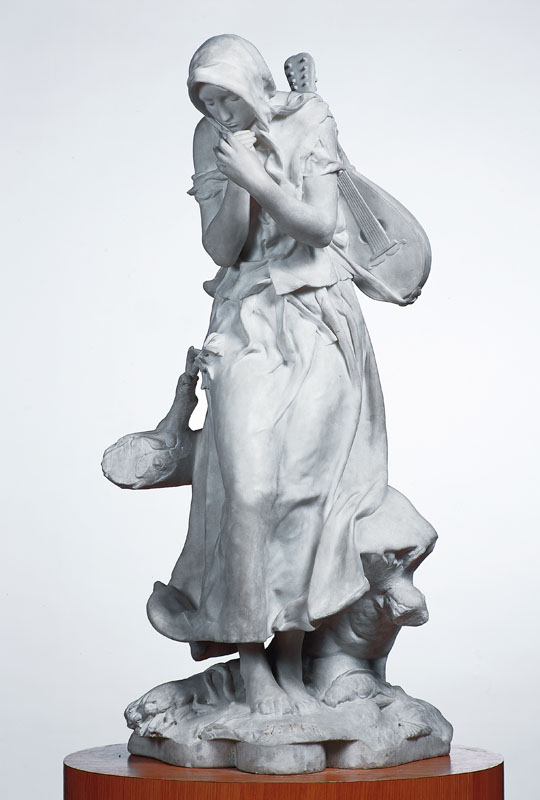
L'Hiver (1889), Toulouse, musée des Augustins.
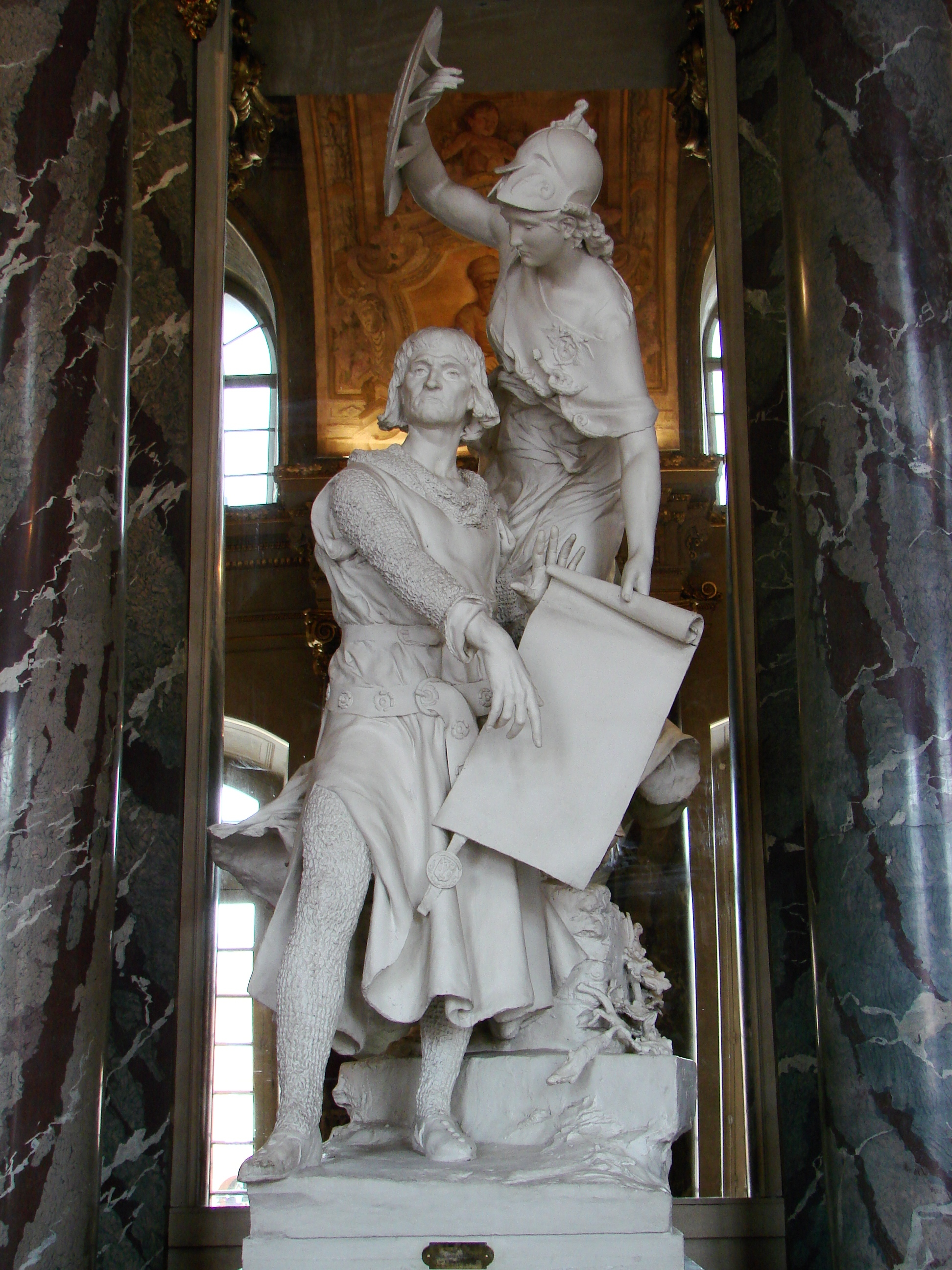
Raymond VI annonce à la ville de Toulouse la mort de Simon de Montfort, 1218 (1894), Capitole de Toulouse, salle des Illustres.
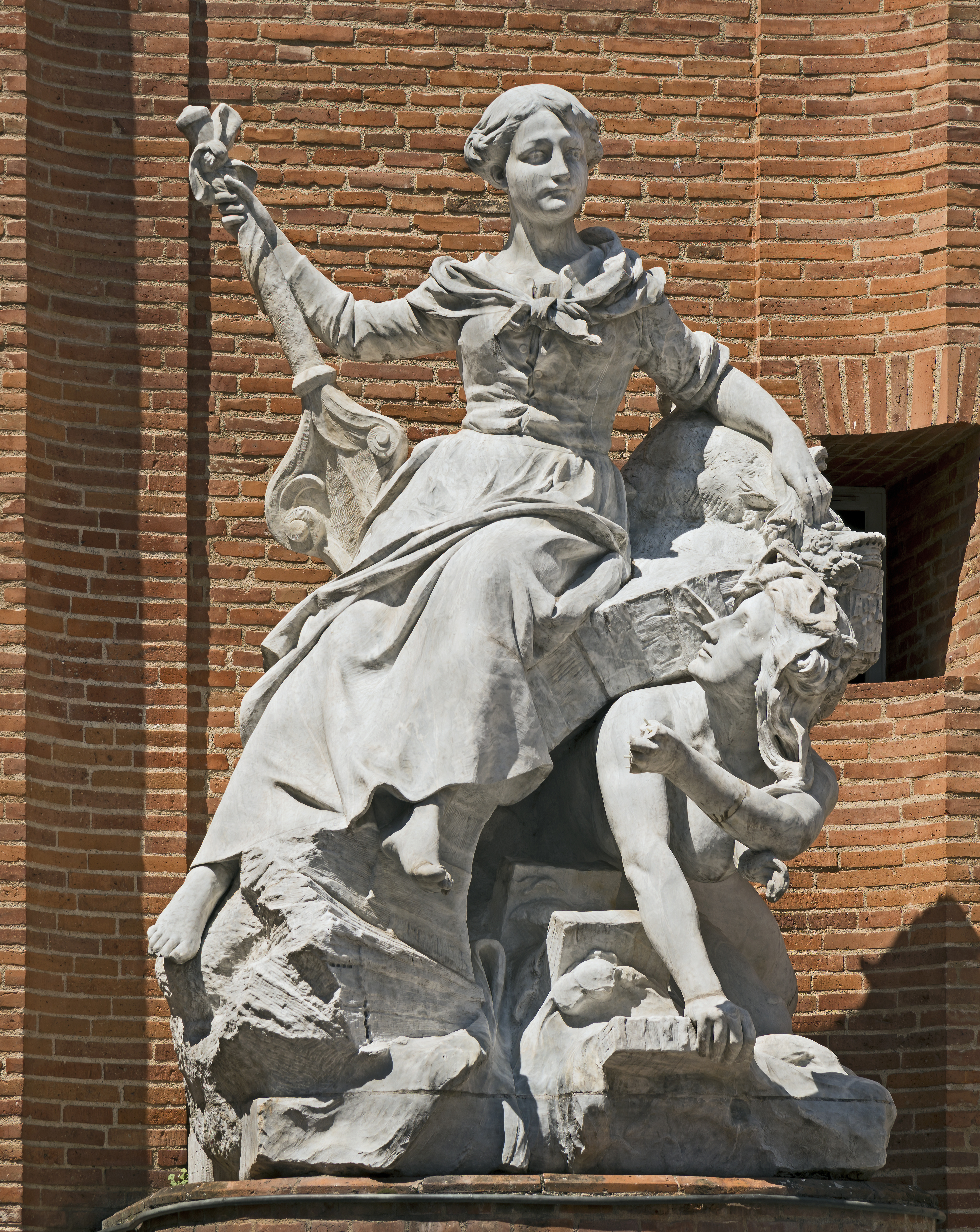
La Garonne (1900), Toulouse, rue Boulbonne.

## Élèves
- Armel Beaufils (1882-1952), vers 1909.